# Silvio Spann
Silvio Spann (Couva, 1981. augusztus 21. –) Trinidad és Tobagó-i válogatott labdarúgó.
A Trinidad és Tobagó-i válogatott tagjaként részt vett a 2005-ös és a 2007-es CONCACAF-aranykupán.

## Statisztika
| Trinidad és Tobagó-i válogatott | Trinidad és Tobagó-i válogatott | Trinidad és Tobagó-i válogatott |
| Időszak                         | Mérk.                           | gól                             |
| ------------------------------- | ------------------------------- | ------------------------------- |
| 2002                            | 3                               | 0                               |
| 2003                            | 7                               | 0                               |
| 2004                            | 8                               | 1                               |
| 2005                            | 9                               | 0                               |
| 2006                            | 2                               | 0                               |
| 2007                            | 5                               | 1                               |
| 2008                            | 1                               | 0                               |
| 2009                            | 6                               | 0                               |
| Összesen                        | 41                              | 2                               |